# Bronislav Samsonek
Bronislav Samsonek (* 1938) je bývalý český fotbalista, útočník.

## Fotbalová kariéra
V československé lize hrál za Dynamo Praha. Gól v lize nedal.

## Ligová bilance
| Ročník                                   | Zápasy | Góly | Klub         |
| ---------------------------------------- | ------ | ---- | ------------ |
| 1. československá fotbalová liga 1960/61 | -      | 0    | Dynamo Praha |
| CELKEM                                   | -      | 0    |              |